# Rosenau, Potsdam-Mittelmark
Rosenau là một đô thị thuộc huyện Potsdam-Mittelmark, bang Brandenburg, Đức.